# Podalonia marismortui
Podalonia marismortui är en biart som först beskrevs av Bytinski-salz in de Beaumont och Hanan Bytinski-salz 1955.  Podalonia marismortui ingår i släktet Podalonia och familjen grävsteklar. Inga underarter finns listade i Catalogue of Life.